# Conrad L. Hall
Conrad Lee Hall (* 21. Juni 1926 in Papeete, Französisch-Polynesien; † 4. Januar 2003 in Santa Monica) war ein dreifach mit dem Oscar ausgezeichneter US-amerikanischer Kameramann und gehörte dem Berufsverband der bildgestaltenden Kameraleute ASC an.

## Leben
Hall, der Sohn des Schriftstellers James Norman Hall (Meuterei auf der Bounty), studierte an der University of Southern California Filmwissenschaften. Mit seinen beiden Kommilitonen Marvin R. Weinstein und Jack Couffer gründete er 1949 die kleine Produktionsgesellschaft Canyon Films, die sie zunächst an eine lokale Fernsehstation verkauften. Zunächst auf das Filmen von Werbespots beschränkt, stieg Hall rasch als Location Scout auf, der unter anderem für Die Wüste lebt die Motive suchte.
In den 1960er Jahren begann er als Kameraassistent und Kameraoperator, so unter anderem an Jenseits von Eden und Meuterei auf der Bounty zu arbeiten, und begann bald darauf, eigenständig Filmprojekte zu unterstützen. Er ist neben Hal Mohr, J. Peverell Marley, Leon Shamroy, Haskell Wexler und Ray Rennahan einer der sechs Kameramänner, die mit einem Stern auf dem Hollywood Walk of Fame geehrt wurden.
Dies ist auch auf den Umstand zurückzuführen, dass Hall zehnmal für den Oscar in der Kategorie Beste Kamera nominiert war. Zwei von drei Auszeichnungen konnte er persönlich entgegennehmen. Am 4. Januar 2003 starb er im Alter von 76 Jahren an Prostatakrebs. Elf Wochen später, am 23. März 2003, bei der Oscarverleihung 2003, nahm sein ältester Sohn, Conrad Wynn Hall, ebenfalls Kameramann, die dritte Goldstatue für Road to Perdition stellvertretend für seinen Vater entgegen.
Hall war drei Mal verheiratet, aus der ersten Ehe gingen drei Kinder hervor. In zweiter Ehe war er zwischen 1969 und 1974 mit der Schauspielerin Katharine Ross verheiratet.

## Filmografie (Auswahl)
- 1960: Inseln im Meer (Islands of the Sea)
- 1963–1964: The Outer Limits (Fernsehserie)
- 1965: Morituri – Regie: Bernhard Wicki
- 1966: Die gefürchteten Vier (The Professionals) – Regie: Richard Brooks
- 1966: Ein Fall für Harper (Harper) – Regie: Jack Smight
- 1967: Scheidung auf amerikanisch (Divorce American Style) – Regie: Bud Yorkin
- 1967: Kaltblütig (In Cold Blood) – Regie: Richard Brooks
- 1967: Der Unbeugsame (Cool Hand Luke) – Regie: Stuart Rosenberg
- 1968: Die Hölle sind wir (Hell in the Pacific) – Regie: John Boorman
- 1968: Zwei Banditen (Butch Cassidy and the Sundance Kid) – Regie: George Roy Hill
- 1969: Blutige Spur (Tell Them Willie Boy Is Here) – Regie: Abraham Polonsky
- 1969: Happy End für eine Ehe (The Happy Ending) – Regie: Richard Brooks
- 1972: Fat City – Regie: John Huston
- 1973: Harley Davidson 344 (Electra Glide in Blue) – Regie: James William Guercio
- 1974: Lauter nette Mädchen … (Smile) – Regie: Michael Ritchie
- 1975: Der Tag der Heuschrecke (The Day of the Locust) – Regie: John Schlesinger
- 1976: Der Marathon-Mann (The Marathon Man) – Regie: John Schlesinger
- 1987: Die schwarze Witwe (Black Widow) – Regie: Bob Rafelson
- 1988: Tequila Sunrise – Regie: Robert Towne
- 1991: Das Gesetz der Macht (Class Action) – Regie: Michael Apted
- 1992: Jennifer 8 – Regie: Bruce Robinson
- 1993: Das Königsspiel – Ein Meister wird geboren (Searching for Bobby Fischer) – Regie: Steven Zaillian
- 1994: Perfect Love Affair (Love Affair) – Regie: Glenn Gordon Caron
- 1998: Zivilprozess (A Civil Action) – Regie: Steven Zaillian
- 1998: Grenzenlos (Without Limits) – Regie: Robert Towne
- 1999: American Beauty – Regie: Sam Mendes
- 2002: Road to Perdition – Regie: Sam Mendes

## Auszeichnungen
2003 wurde er bei einer Umfrage der International Cinematographers Guild unter ihren Mitgliedern in die Top 11 der wichtigsten Kameramänner der Filmgeschichte gewählt.
Oscar für die beste Kamera
- Morituri (in Der Kategorie Beste Schwarzweiß-Kamera)-Nominierung
- Die gefürchteten Vier -Nominierung
- Kaltblütig-Nominierung
- Zwei-Banditen-Nominierung
- Der Tag der Heuschrecke -Nominierung
- Tequila Sunrise-Nominierung
- Zivilprozess-Nominierung
- Zwei Banditen (Oscarverleihung 1971)
- American Beauty (Oscarverleihung 2000)
- Road to Perdition (Oscarverleihung 2003) (postum)

BAFTA Awards
- Zwei Banditen
- American Beauty
- Road to Perdition

American Society of Cinematographers
- 1989: Tequila Sunrise
- 1994: Das Königsspiel – Ein Meister wird geboren
- 1994: Auszeichnung mit dem ASC Lifetime Achievement Award
- 2000: American Beauty
- 2003: Road to Perdition (Road to Perdition)

Los Angeles Film Critics Association Award
- 2003 für sein Lebenswerk